# Babrungas (řeka)
Babrungas je řeka na západě Litvy v okrese Plungė (Telšiaiský kraj), v Žemaitsku na Žemaitijské vysočině. Je to pravý přítok Minije.

## Zeměpis

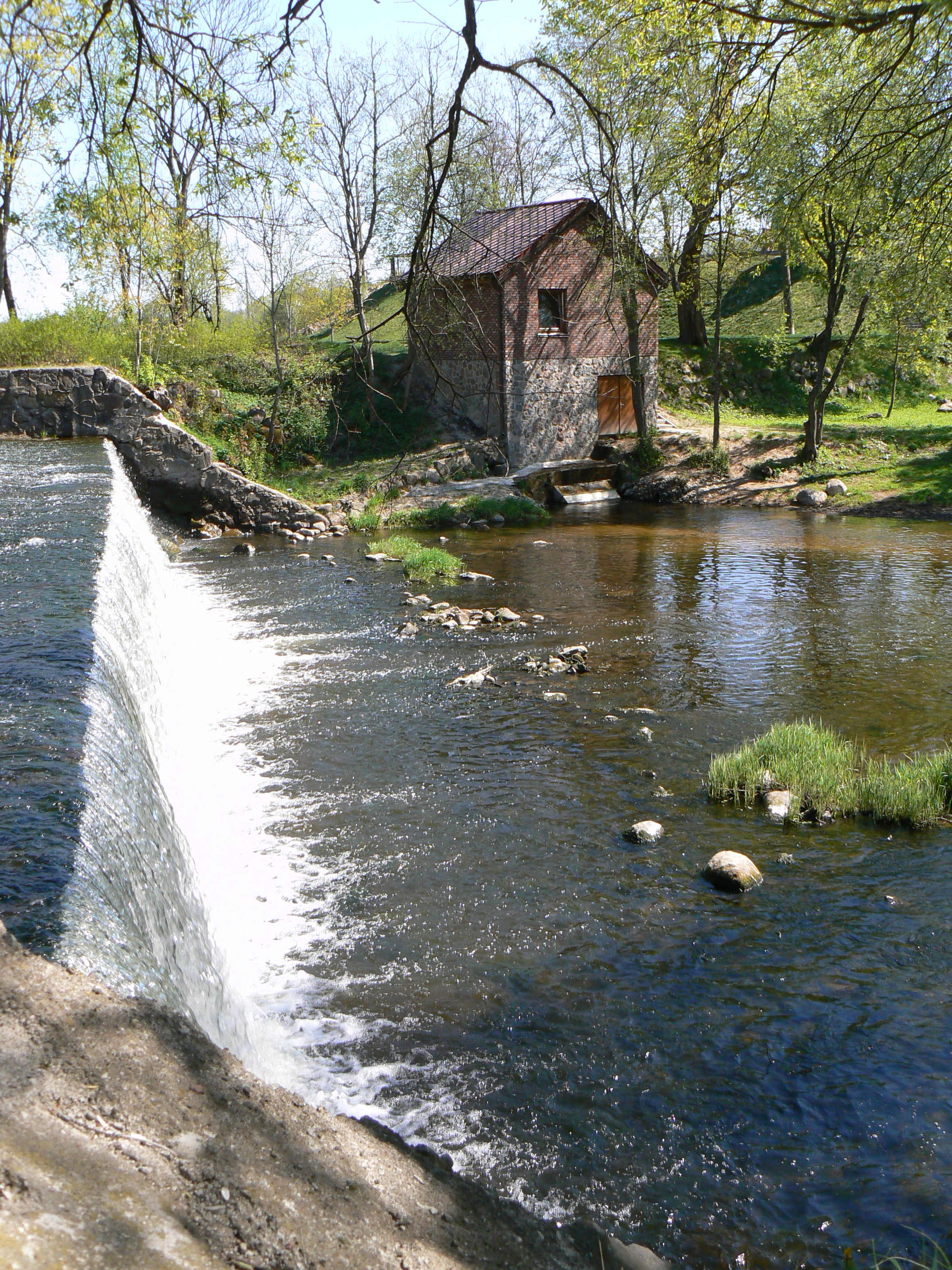
Babrungas v okresním městě Plungė

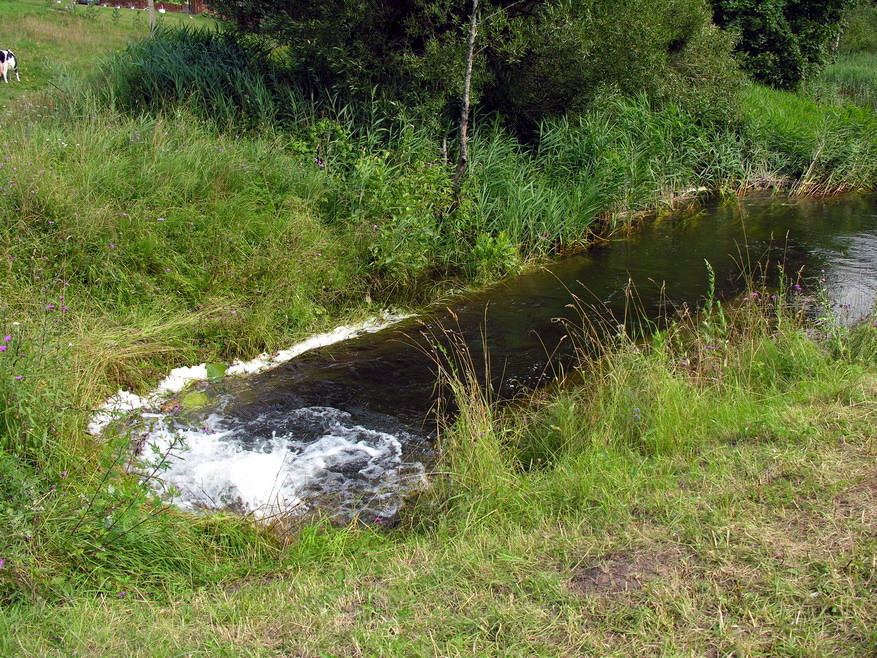
Výtok Babrungu z jezera Plateliai

Vytéká z jezera Plateliai (největší jezero v Žemaitsku). Teče na jih, od města Plungė na jihozápad. Vlévá se do Minije 128 km od jejího ústí u vsi Stonaičiai. Je to její pravý přítok. Údolí řeky je 100 - 150 m široké, šířka řečiště v horním toku je 4 - 8 m, v dolním toku 10 - 15 m. Délka 59 km, plocha povodí 270 km². Rychlost proudu je 0,2 m/s. Střední spád je 1,8 m/km. Průměrný průtok 3,5 m³/s.

## Přítoky
- Přítoky jezera Plateliai:

| Hydrologické pořadí | Řeka     | Délka (km) | Povodí (km²) | Ústí kde | Koordináty ústí | Poznámka                                                     |
| ------------------- | -------- | ---------- | ------------ | -------- | --------------- | ------------------------------------------------------------ |
| 17010241            | P - 1    | 0,9        | 5,3          |          |                 | spojka s jezerem Beržoro ežeras do kterého se vlévá Beržuoja |
| 17010243            | Salupis  | 2,6        | 3,6          |          |                 |                                                              |
| 17010244            | P - 2    | 3,3        | 3,6          |          |                 |                                                              |
| 17010245            | Juodupis | 4,1        | 7,9          |          |                 | přítok: Sartupis                                             |

- Levé:

| Hydrologické pořadí | Řeka     | Délka (km) | Povodí (km²) | Vzdálenost od ústí (km) | Ústí kde | Koordináty ústí |
| ------------------- | -------- | ---------- | ------------ | ----------------------- | -------- | --------------- |
| 17010248            | Iešnalis | 3,6        | 2,1          | 41,1                    |          |                 |
| 17010249            | Uošna    | 16,6       | 45,7         | 37,0                    |          |                 |
| 17010256            | Pietvė   | 18,4       | 45,5         | 30,9                    |          |                 |
| 17010264            | B - 1    | 3,9        | 4,4          | 25,8                    |          |                 |
| 17010265            | Čerkšnė  | 10,4       | 28,9         | 24,3                    |          |                 |

- Pravé:

| Hydrologické pořadí | Řeka         | Délka (km) | Povodí (km²) | Vzdálenost od ústí (km) | Ústí kde | Koordináty ústí |
| ------------------- | ------------ | ---------- | ------------ | ----------------------- | -------- | --------------- |
| 17010247            | Ilgės upelis | 1,9        | 10,0         | 43,0                    |          |                 |
| 17010263            | Dirnupis     | 5,2        | 7,7          | 29,2                    |          |                 |
| 17010268            | Liepupė      | 14,2       | 26,7         | 10,4                    |          |                 |

## Obce při řece
- Grigaičiai, Babrungėnai, Božiai, Nugariai, Truikiai, Babrungas, Plungė, Noriškiai, Prūsalai, Gandinga, Mardosai, Stonaičiai

## Další objekty na/při řece
- Nádrž vodní elektrárny "Gondingos hidroelektrinės tvenkinys" v Plungė
- centrum vesnické turistiky Žemsuodā v Mardosech
- mohyla na jejímž vrcholu se tyčí socha "Karžygis" (hrdina-válečník) na památku Gendingským bojovníkům od sochaře L. Černiauska v Mardosech
- na severním okraji Mardosů za řekou Babrungas (na pravém břehu) je "hradiště" Gandingos piliakalnis (žemaitsky Gondingos pėlekalnis)